# Stempelstructuur

De stempelstructuur van de Bijlmer

De stempelstructuur of stempelbouw is een beginsel in de Nederlandse stedenbouw. Ze werd ontwikkeld door de stedenbouwkundige C.M. van der Stad. Hij werkte vanaf de jaren vijftig vooral in Rotterdam en Utrecht, maar zijn idee vond ruim navolging zodat de invloed in naoorlogse woonwijken door heel Nederland is terug te vinden.
De voor veel stadsuitbreidingen uit die tijd kenmerkende structuur bestaat uit herhalingen in het ontwerp van een woonwijk. De enorme woningnood in de jaren vijftig en zestig, veroorzaakt door de oorlogsjaren en de bevolkingsaanwas daarna, vereiste grootschalige oplossingen. Nieuwbouwwijken werden uit de grond gestampt, vaak in stapel- of hoogbouw afgewisseld met enige laagbouw. Een buurt in een wijk met de stempeltypologie wordt gevormd door een vast arrangement van enkele typen bouwblokken met tussenliggende verkeers- en recreatieruimtes. Dit patroon werd door de ontwerpers alsof zij een stempel gebruikten een aantal keer herhaald. Het leidde tot een heldere en rationele stedenbouw die massale woningbouw en daarmee verbetering van de volkshuisvesting in een snel tempo mogelijk maakte. 
Een ander in de wederopbouwperiode regelmatig toegepast ordeningsprincipe is dat van de strokenbouw.